# Parasitoid

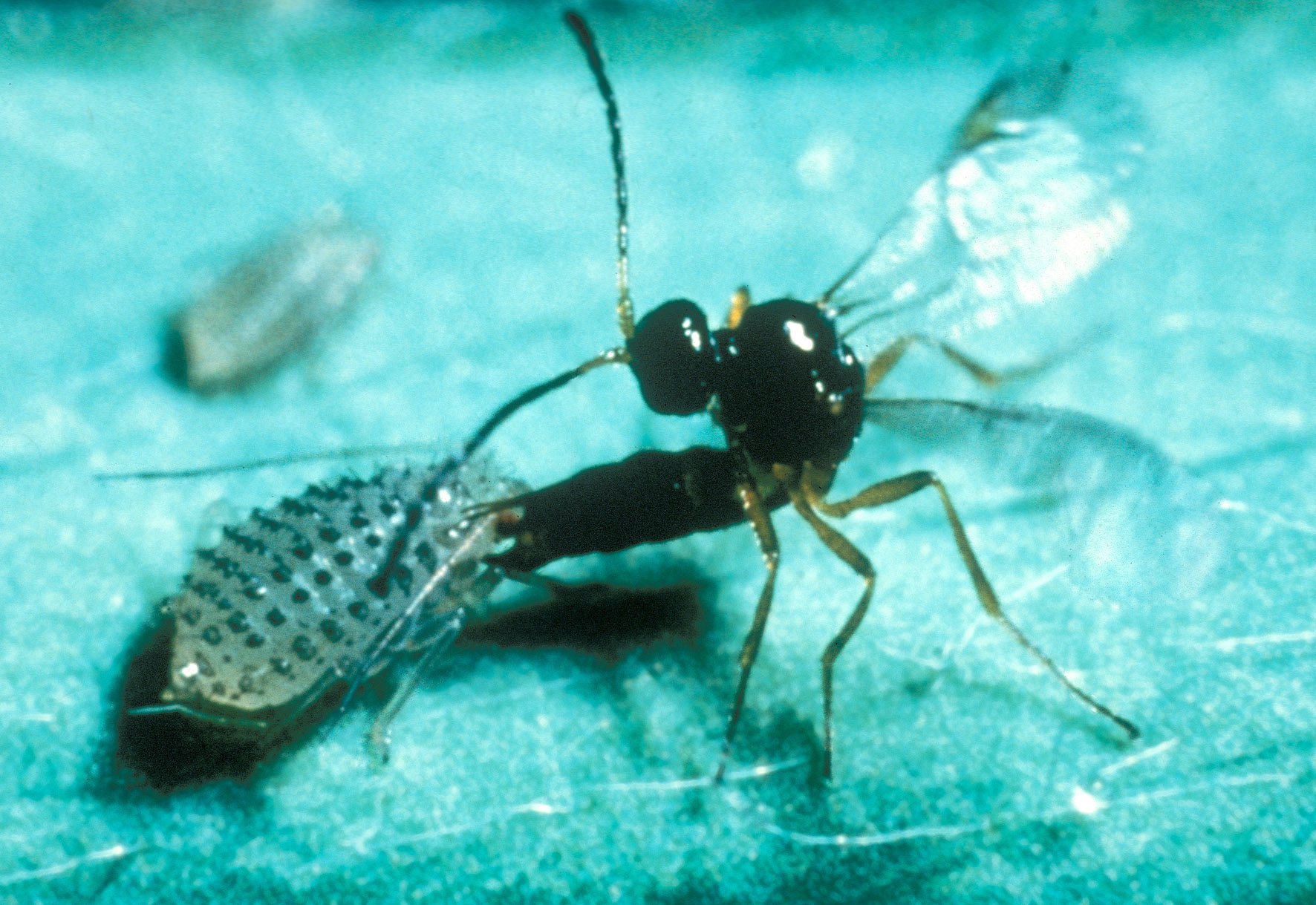
Eine Brackwespe (Trioxys complanatus) legt mit ihrem Legestachel ihre Eier in eine Blattlaus

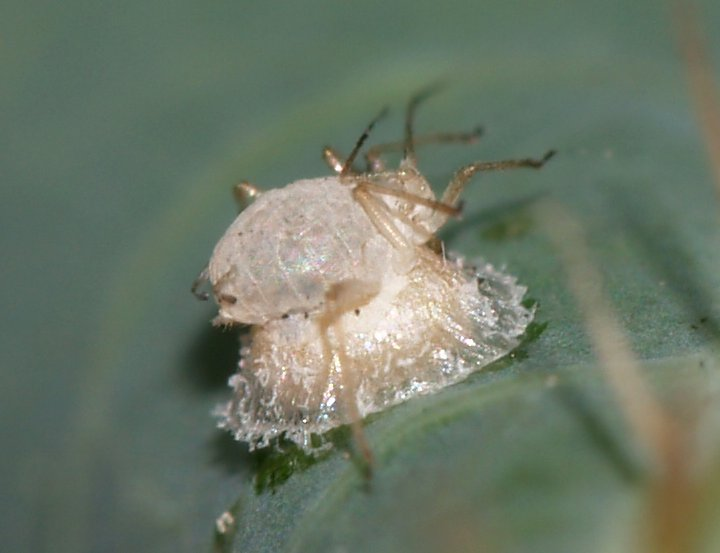
Von einer Brackwespe (Praon sp.) parasitierte Blattlaus

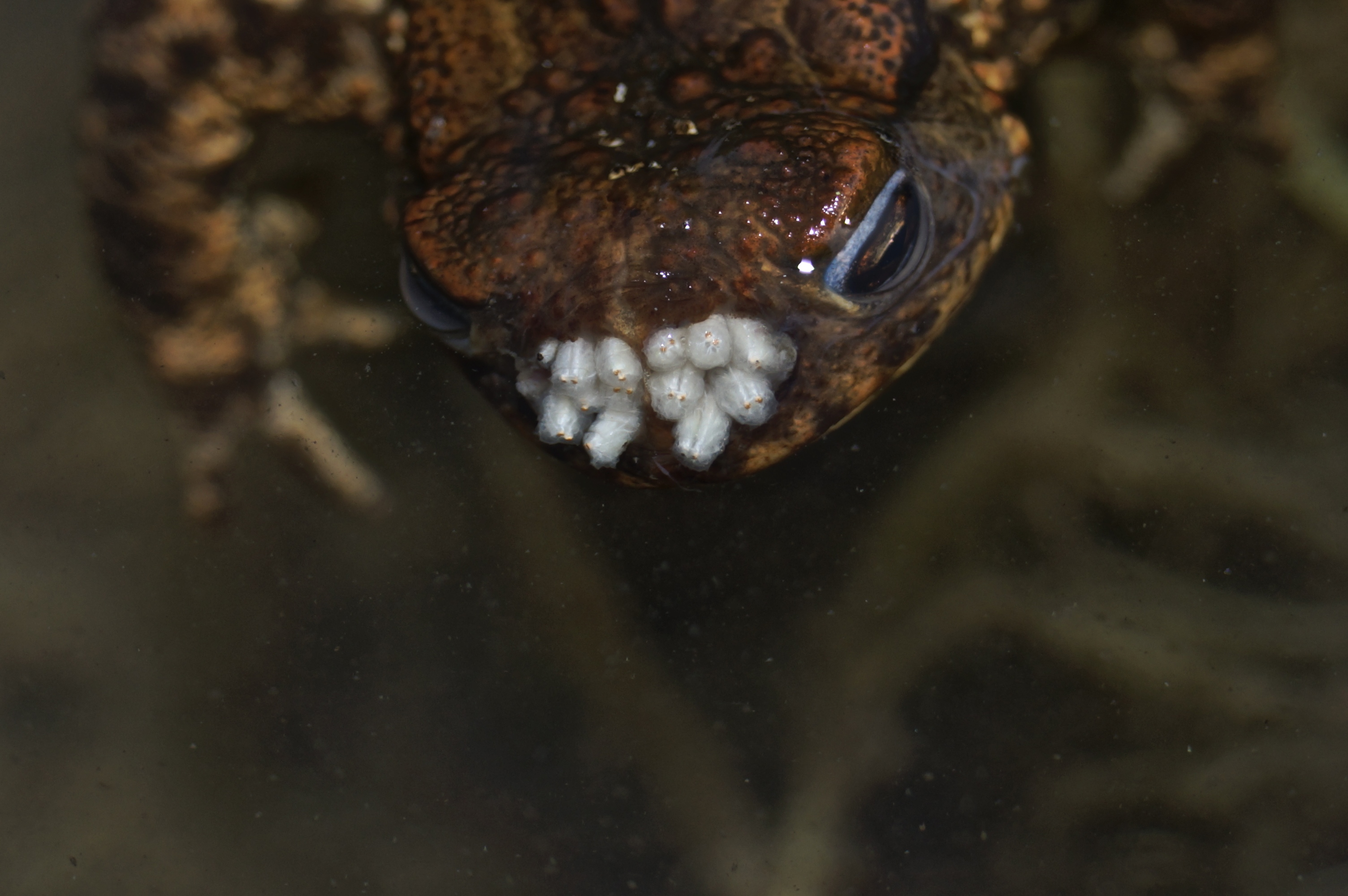
Von der Krötengoldfliege (Lucilia bufonivora) parasitierte Erdkröte. Die Larven ragen aus den stark vergrößerten Nasenlöchern

Als Parasitoid wird ein Organismus, in der Regel ein Insekt, bezeichnet, der in seiner Entwicklung parasitisch lebt, den Wirt zum Abschluss der Parasitierung jedoch tötet. Eine andere Bezeichnung für dieses Verhalten ist Raubparasit.
Schätzungen zufolge sind etwa 10 % aller Metazoa-Arten Parasitoide.

## Systematik
Der Ausdruck Parasitoid wird in der Regel nur für Insekten verwendet. Es gibt aber auch in anderen Gruppen Organismen mit vergleichbarer Lebensweise. Beispiele sind zu finden unter einigen Pilzen (z. B. Insekten parasitierende Kernkeulen wie der Chinesische Raupenpilz und Ophiocordyceps unilateralis, oder Entomophthorales wie der Fliegentöter), unter Nematoden (Gattungen Heterorhabditis und Steinernema) und wenigen Protozoen (Ciliophora, Cercozoa). Trotz dieser vergleichbaren Lebensweise ist es in diesen Gruppen normalerweise aber nicht üblich, von Parasitoiden zu sprechen. Einige Biologen kritisieren diesen Sprachgebrauch und fordern eine Vereinheitlichung, die sich aber bisher nicht durchgesetzt hat.
Innerhalb der Insekten gehören etwa 75 % der Parasitoide zu der Insektenordnung der Hautflügler (Hymenoptera). Die wichtigsten Parasitoidenvertreter innerhalb dieser großen Gruppe sind die Schlupfwespen (Ichneumonidae), die Braconidae und die Chalcidoidea.
Die zweitgrößte Gruppe der Parasitoide kommt bei den Zweiflüglern (Diptera) vor, diese umfassen mit etwa 16.000 beschriebenen Parasitoidenarten etwa 20 % der Parasitoide. Im Gegensatz zu den Hautflüglern, bei denen die parasitoide Lebensweise wahrscheinlich nur einmal entstanden ist (beim gemeinsamen Vorfahren der Taillenwespen und der Orussidae) ist diese Lebensweise hier bei 24 Familien unabhängig voneinander entstanden. Die Familie der Tachinidae ist hier besonders auffällig, da in ihr fast ausschließlich Parasitoide vorkommen. Zweiflügler sind auch in der Lebensweise vielfältiger. Während die Wirte von parasitoiden Hautflüglern immer Arthropoden sind, umfassen sie bei den Zweiflüglern außerdem Strudelwürmer, Schnecken, Regenwürmer und Amphibien. Auch bei wenigen anderen Insektenordnungen wie Käfern (Coleoptera) und Netzflüglern (Neuroptera) ist eine parasitoide Lebensweise zu beobachten, auch wenn hier weniger Beispiele bekannt sind. Die kleine Insektenordnung der Fächerflügler (Strepsiptera) umfasst ausschließlich Parasitoide. Einige Autoren werten diese nicht als Parasitoide, weil der Wirt „nur“ sterilisiert wird und den Ausschlupf der Fächerflügler-Imagines eine Zeitlang (wenige Tage) überleben kann. Dies zeigt allerdings nur, dass unsere mehr oder weniger künstlichen Kategorien und Sortiersysteme nicht perfekt die Natur, wo es viele fließende Übergänge gibt, abbilden. Heutzutage geht man davon aus, dass etwa 10 % der ca. eine Million beschriebenen Insektenarten eine parasitoide Lebensweise führen.

## Lebensweisen
Das im Wirt lebende Lebensstadium des Parasitoids ist seine Larve. Die sich aus der Larve entwickelten Imagines sind in der Regel frei lebend und besitzen eine andere Ernährungsweise. In manchen Fällen nehmen sie gar keine Nahrung auf, andere sind Blütenbesucher. In zahlreichen Fällen ernähren sie sich zumindest teilweise auch von der Haemolymphe der Wirtsarten, die sie mit Eiern belegen.
Die meist geflügelten Insektenweibchen legen ihre Eier normalerweise am oder im künftigen Wirt ab. Als Ausnahme verstreuen wenige Gruppen (Trigonalidae, einige Tachinidae) ihre Eier auf Pflanzen, wo sie vom künftigen Wirt unbeabsichtigt mitgefressen werden. Die Legimmen unter den Hautflüglern bohren ihr Ei meist mit dem Legebohrer in die Haut ihres Wirts ein. Zweiflügler wie die Tachinidae besitzen keinen Legebohrer, sie legen in der Regel ihre Eier auf dem Wirt oder in dessen unmittelbare Umgebung ab (als Ausnahme haben Arten der Unterfamilie Phasiinae spitze, modifizierte Sternite entwickelt, die als Legebohrer dienen). Andere Legimmen, die Parasitoiden unter den Aculeata und die meisten Zweiflügler aus anderen Familien bohren ihre Eier ebenfalls nicht direkt in den Wirt ein. Bei diesen Gruppen bohrt sich die geschlüpfte Larve durch den Darm, die Tracheenwände oder einfach durch die Körperwand. Befallen werden bei Arthropoden als Wirten alle Entwicklungsstadien: Eier, Larven, Puppen, Imagines, besonders häufig aber Larven und Eier. Bei vielen Gruppen lebt jeweils eine Parasitenlarve im Wirt, bei anderen können sich zahlreiche Parasitoide aus demselben Wirtsorganismus entwickeln; sog. gregäre Parasitoide. Im anderen Fall eliminieren sich Parasitoidenlarven derselben oder auch verschiedener Arten oft gegenseitig, wenn sie sich in einem Wirt antreffen, viele haben dazu ein spezialisiertes Larvenstadium mit dolchartigen Kiefern entwickelt. Gregärparasitoide von Insekteneiern sind oft besonders klein, die kleinsten Insekten überhaupt gehören in diese Gruppe. Sehr häufig werden Parasitoidenlarven selbst wieder von Parasitoiden befallen, man spricht von Hyperparasitismus (dabei wird in der Benennung nicht mehr zwischen Parasiten und Parasitoiden unterschieden).
Weitere übliche Unterscheidungen:
nach dem Aufenthaltsort:
- Ektoparasitoide fressen von außen an ihrem Wirt. Oft sind der Kopf oder die Mundwerkzeuge in dessen Körperoberfläche verankert.
- Endoparasitoide fressen im Inneren ihres Wirtes.

Nach dem Einfluss auf den Wirt:
- Idiobionte Parasitoide sind solche, bei denen das eierlegende Weibchen den Wirt durch einen Giftstich (seltener durch mit applizierte Pathogene) lähmt oder immobilisiert. Diese Form gilt als die evolutionär ursprünglichere. Der Wirt eines idiobionten Parasitoids wächst nicht mehr und ist durch die Bewegungsunfähigkeit leichte Beute für Prädatoren. Die meisten Arten mit dieser Lebensweise belegen deshalb Wirte, die geschützt und versteckt leben, z. B. in Bohrgängen in Holz. Idiobionte können Endo- oder Ektoparasitoide sein.
- Koinobionte Parasitoide lähmen ihren Wirt bei der Eiablage nicht (oder nur vorübergehend). Der Wirt bleibt weiter aktiv, er kann fressen, wachsen und sich mehrfach häuten. Währenddessen frisst der Parasitoid Teile seines Körpers, verschont aber zunächst lebenswichtige Organe. Kurz vor der Verpuppung oder dem Schlupf des Parasitoids wird der Wirt in der Regel doch noch abgetötet (sehr selten bleibt er auch am Leben). Vielfach erfolgt dies, wenn der Wirt sein Wachstum einstellt, z. B. wenn er sich vom Larvenstadium zur Puppe häuten will. Koinobionte sind in der Regel immer Endoparasitoide.

In der Regel wird jede Insektenart von einer oder mehreren Parasitoidenarten befallen. Dies können Generalisten mit einem weiten Wirtsspektrum sein, oder Spezialisten, die oft nur eine einzige Wirtsart akzeptieren. Besonders stark befallen werden in der Regel pflanzenfressende (phytophage) Insekten. Genauer untersuchte Phytophage hatten im Durchschnitt zwei bis acht, in nicht wenigen Fällen aber auch hundert oder mehr Parasitoide. Besonders viele Parasitoide sind auf in Pflanzengallen oder Minen lebende Arten spezialisiert (dafür sind diese gut vor Räubern geschützt).

## Polyembryonie
Bei einigen Hautflüglerarten mit parasitoider Lebensweise (aus den Familien Platygasteridae, Braconidae, Encyrtidae und Dryinidae) teilen sich die Embryonen obligat und entwickeln sich zu zahlreichen Larven weiter, die also analog zu eineiigen Zwillingen beim Menschen wären. Dieser Entwicklungsgang wird „Polyembryonie“ genannt. Polyembryonie ist hier zusätzlich oft mit einer morphologischen Differenzierung der (genetisch identischen) Larven verbunden, die in zwei Morphen oder Kasten auftreten: Eine Larvenform entwickelt sich normal zu geflügelten Geschlechtstieren (Imagines) weiter. Die andere Form dient ausschließlich der Verteidigung gegen andere parasitoide Larven im selben Wirt, insbesondere nicht verwandte Artgenossen. Polyembryonie tritt auch bei den parasitoiden Fächerflüglern (Strepsiptera) auf. Das Verhalten ist dadurch bemerkenswert, dass einige morphologisch und ethologisch (im Verhalten) unterscheidbare Verwandte eine sich nicht selbst fortpflanzende Kaste bilden: Damit ist die gängige Definition von Eusozialität erfüllt, die man sonst eher mit nicht parasitoiden Hautflüglern in Verbindung bringt.

## Beispiele
Das bekannteste Beispiel sind die bereits erwähnten Schlupfwespen (Ichneumonidae), deren Larven u. a. in Schmetterlingsraupen heranwachsen. Dazu wird das Ei der Wespe an die Raupe gelegt, und die schlüpfende Wespenlarve bohrt sich in die Schmetterlingsraupe, oder die Wespe legt mittels des Legestachels ihr Ei direkt in die Schmetterlingsraupe. Nachdem die Wespenlarven geschlüpft sind, wird die Raupe von innen heraus aufgefressen. Dabei werden zunächst die lebenswichtigen Organe geschont, damit der Wirtsorganismus möglichst lange lebt. Letztendlich stirbt der Wirt zu Beginn der Verpuppungsphase, die Schlupfwespenlarven verpuppen sich und die Schlupfwespe verlässt den toten Wirt. Die Imagines der parasitoiden Insekten leben als Nektarsauger, Pflanzenfresser oder Räuber.

## Angewandte Ökologie der Parasitoide
Eine zunehmende Rolle spielen Parasitoide bei der biologischen Schädlingsbekämpfung.

## Fiktion
Das Monster aus dem Film Alien von Regisseur Ridley Scott ist ein Parasitoid. Es nistet sich in einem fremden Organismus ein, um ihn erst im Larvenstatus zu verlassen, was den Wirt tötet.